# 아트라캅테리몬
아틀라캅테리몬(ATLURKABUTERIMON, アトラーカブテリモン)은 디지털 몬스터에 나오는 가공의 생명체이며 완전체의 곤충형 디지몬이다. 원판이름은 아트라카부테리몬이다.

## 생김새
캅테리몬이 진화한 형태로, 보다 더 장수풍뎅이의 모습을 하고 있다.

## 진화과정
진화：뽀글몬→모티몬→텐타몬→캅테리몬→아틀라캅테리몬→헤라클레스캅테리몬